# Digital suverænitet
Digital suverænitet (også kaldet it-suverænitet, cybersuverænitet) betyder, at aktøren har eksklusiv selvbestemmelse (kontrol) over sine egne data og it-infrastruktur (incl. it-tjenester, datanettet). Med eksklusiv selvbestemmelse menes, at aktøren har de evner og færdigheder, der er nødvendige for at opfylde sine roller autonomt, uafhængigt og sikkert.
Eksempler på ting der kan gavne den digitale suverænitet:
- Åbne og frie dataformater og digitale grænseflader (incl. APIere).
- Dataforvaltningsplan - forudsætter skabelse af metadata, der kan sikre at data kan genfindes - og fx anvendes maskinelt.
- Free/Libre and Open Source Software - kan oversættes til "fri og åben-kildekode software". Dette muliggør aktørens autonomi og uafhængighed.
- Private cloud - ejes og styres alene af aktøren selv - og private cloud er i samme land som aktøren.
- Open-source hardware (en) - dvs designet er let tilgængeligt ("åbent"), og at det kan bruges, ændres og deles frit ("gratis").

Eksempler på ting der hæmmer den digitale suverænitet:
- Proprietære dataformater og digitale grænseflader (incl. APIere).
- Proprietær software - software der licenseres under eksklusive juridiske retningslinjer af copyrightindehaveren. Kan derfor holde op med at virke grundet licensudløb eller fordi leverandøren ikke ønsker at vedligeholde softwaren mere. Proprietær software kan gemme data i et proprietært dataformat, hvilket hindrer adgangen til data (vendor lock-in).
- Public cloud - licenseres under eksklusive juridiske retningslinjer af indehaveren. Manglende betaling, tvister eller politiske forhold kan resultere i stop af it-service og dataadgang (vendor lock-in) - datadeling eller metadatadeling med tredjepart (fx grundet FISA og CLOUD Act).
- Planlagt forældelse
- Software eller hardware Kill-switch (en:Kill_switch#Software)

Digital suverænitet omfatter datasuverænitet - og datanetsuverænitet; også kaldet netværkssuverænitet.
Datanetsuverænitet udøves i form af retshåndhævelse over aktørens datanetgrænser.

## Datanetsuverænitet
Ligesom stater påberåber sig enemyndighed over deres fysiske territoriale grænser, statssuverænitet, påberåber sådanne regeringsorganer sig også enemyndighed inden for de datanetsgrænser de sætter - og gør krav på datanetsuverænitet. I forbindelse med internettet er intentionen at styre internettet og kontrollere det inden for statens grænser. Ofte ses dette, når stater søger at kontrollere al information, der strømmer ind i og inden for deres grænser.
Konceptet stammer fra spørgsmål om, hvordan stater kan opretholde loven over en enhed som internettet, hvis infrastruktur eksisterer i det virkelige rum, men dens enhed selv eksisterer i det uhåndgribelige cyberspace. Ifølge Joel Reidenberg har "datanet centrale suverænitetsegenskaber: deltagere/borgere via medlemskabsaftaler med tjenesteudbydere, 'forfatningsmæssige' rettigheder gennem kontraktlige servicevilkår og politibeføjelser gennem beskatning (gebyrer) og sanktioner fra systemoperatører." Faktisk har mange lande presset på for at sikre beskyttelsen af deres borgeres privatliv og interne forretningslevetid gennem lovgivning om databeskyttelse og informationsbeskyttelse (se EU's databeskyttelsesdirektiv, Storbritanniens databeskyttelseslov fra 1998).
Datanetsuverænitet har konsekvenser for statssikkerhed, internetstyring og brugerne af internettets nationale og internationale netværk.